# LLP
リミテッド・ライアビリティ・パートナーシップ (Limited Liability Partnership; LLP) は、事業を目的とする組合契約を基礎に形成された企業である。すべてのパートナーについて、その責任が限定されているのが特徴である。イギリスのLLPに倣って、日本においても2005年4月27日に「有限責任事業組合契約に関する法律」（LLP法）が成立、同年8月1日より施行され日本版のLLPである有限責任事業組合の設立が可能となった。
もっとも、法域によってLLPのあり方は異なる。
アメリカ合衆国においては、各州ごとにその設立に関する法令が定められている。ジェネラル・パートナーシップ（GPS）、リミテッド・パートナーシップ（LPS）などとともにパートナーシップの一類型と整理できる。パートナーの責任の限定のあり方については州によって異なるが、概ね、他のパートナーの不法行為責任については責任を負わないものとされている。そのため、弁護士、会計士、建築士などによって主に利用されている。リミテッド・パートナーシップとの組合せである、リミテッド・ライアビリティ・リミテッド・パートナーシップの立法例もある。
イギリスでは2000年に、2000年リミテッド・ライアビリティ・パートナーシップ法（Limited Liability Partnership Act 2000）がイングランド及びウェールズ並びにスコットランドのために制定され、続いて、2002年リミテッド・ライアビリティ・パートナーシップ（北アイルランド）法（the Limited Liability Partnerships Act (Northern Ireland) 2002）が制定された。全ての社員（member）は契約内容に従って共同の責任を負う一方で、他の社員（member）の行為については個人的な責任は負担しない。イギリスにおけるLLPは、他のパートナーシップとは異なり、各社員（member）とは別の法人格（legal personality）を有するbody corporateである。
課税の側面においては、両者ともパートナーシップと同様の取り扱いを受けるという共通点を持つ。
なお、有限責任事業組合は、イギリスのLLPを参考にしたものとされる。